# Boeing Rotorcraft Systems

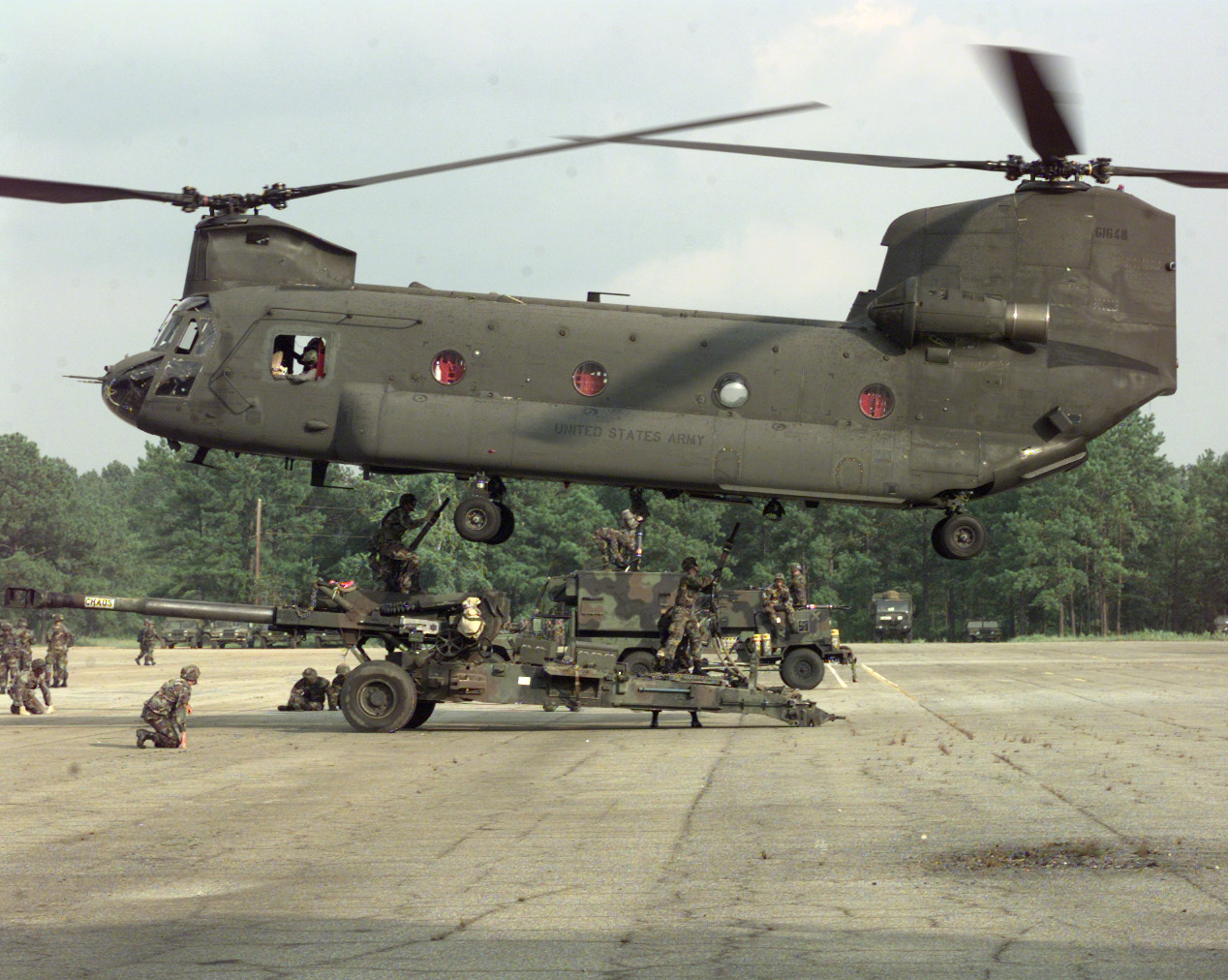
Boeing Vertol CH-47 Chinook.

La Boeing Rotorcraft Systems, già Boeing Helicopters, è un'industria statunitense che produce elicotteri. È parte della Boeing Integrated Defense Systems, una delle tre divisioni principali della Boeing Company. Lo stabilimento principale ha sede a Ridley Township (Pennsylvania), un quartiere periferico di Filadelfia.

## Storia
La Boeing Helicopters deriva le sue origini dalla Piasecki Helicopter Corporation fondata a Morton (Pennsylvania). Nel marzo 1956, la società venne rinominata Vertol Aircraft Corporation. Vertol era l'abbreviazione di Vertical takeoff and landing. La Vertol aveva progettato e aveva in produzione il CH-46 Sea Knight e il CH-47 Chinook. Fu comprata dalla Boeing nel 1960 e rinominata Boeing Vertol. Il nome attuale Boeing Helicopter Division è stato adottato nel 1987.
Quando la Boeing acquisì la McDonnell Douglas, le attività della Hughes Helicopters basate a Mesa (Arizona) furono accorpate con quelle della Boeing Helicopters. Un anno e mezzo più tardi, la Boeing mantenne la linea di produzione militare, di cui fa parte l'AH-64 Apache e cedette la linea di produzione civile alla MD Helicopter Holdings Inc., una sussidiaria indiretta della Dutch Company, RDM Holding Inc.

## Trasporti urbani
Per buona parte degli anni settanta la Boeing Vertol risentì della contrazione delle commesse di elicotteri avvenuta verso la fine della guerra del Vietnam e tentò di diversificare il prodotto entrando nel mercato ferroviario, nella speranza di acquisire contratti governativi di questo tipo. In questo periodo la Boeing Vertol produsse il US Standard Light Rail Vehicle (commercializzato come Boeing LRV). Si trattava di un tentativo di creare una carrozza di tram standardizzata da impiegare in diverse città, ma il programma venne cancellato a causa di una grande quantità di problemi che causarono perdite per milioni di dollari alla Boeing e ai due primi clienti, le aziende dei trasporti di Boston e San Francisco.
Rispetto al fallimento dell'LRV, molto meglio andò il programma di costruzione delle carrozze per metropolitane che si rivelò un relativo successo, tanto che negli anni '90 molti convogli erano ancora in uso, nonostante i venti anni di servizio. La Boeing Vertol decise comunque di abbandonare il mercato ferroviario a causa di una offerta sottocosto fatta dai concorrenti in un contratto strategico e in seguito alla rinascita del mercato aeronautico che portò a contratti militari più redditizi.

## Prodotti

### Elicotteri
- Boeing Vertol 107-II
- CH-46 Sea Knight
- CH-113 Labrador
- CH-47 Chinook
- Boeing Model 234 versione commerciale del Chinook
- Boeing Model 360 (dimostratore tecnologico a fondi privati realizzato tutto in materiali compositi)
- V-22 Osprey (costruito in collaborazione con la Bell Helicopter Textron)
- AH-64 Apache
- Boeing Vertol YUH-61
- Boeing Vertol XCH-62

### Trasporti urbani
- US Standard Light Rail Vehicle (noto come il Boeing LRV)
- Morgantown Personal Rapid Transit
- Boeing-Vertol 2400 series Rapid Transit Car - Chicago 'L' cars